# Баджи
Баджи (англ. Budgie), настоящее имя — Питер Эдвард Кларк (англ. Peter Edward Clarke; род. 21 августа 1957 года в Сент-Хеленсе, Ланкашир, Англия) — британский рок-музыкант, барабанщик, наибольшую известность получивший как ударник постпанк-группы Siouxsie and the Banshees, в состав которой вошёл в сентябре 1979 года и остававшийся постоянным участником коллектива вплоть до его распада в 1996 году. Баджи также — участник дуэта The Creatures, образованного им в 1981 году с вокалисткой Сьюзи Сью.

## Биография
Питер Эдвард Кларк родился в Ланкашире, Англия, в рабочей семье. Его мечтой было заняться изучением изобразительного искусства в Liverpool Polytechnic. Отец, рабочий-столяр, возражал, требуя, чтобы сын нашёл себе «настоящую работу». С детства он любил птиц и своё прозвище получил именно за это, когда снимал квартиру с Холли Джонсоном и Полом Рутерфордом в Ливерпуле.
Баджи начал свою музыкальную карьеру в группах Spitfire Boys и Big in Japan, затем перешедший в The Slits и записал с группой альбом Cut. «Мужчина, выживший в Slits, выживет где угодно», — замечал по этому поводу корреспондент Guardian.
В состав Siouxsie & the Banshees он был приглашён в сентябре 1979 года в ходе Join Hands-тура, когда из группы неожиданно ушёл Кенни Моррис. Первым для Баджи стал альбом Kaleidoscope, после которого он стал постоянным участником коллектива и оставался таковым вплоть до его распада в 1996 году.
В 1981 году Баджи и Сьюзи образовали сторонний проект, дуэт The Creatures. Баджи также записывался с Indigo Girls (альбом Rites of Passage, 1992), гастролировал с Джоном Кейлом (американский тур 1998 года) и Juno Reactor (2009).
В 2012 году принял участие в записи пластинки Piramida датской группы Efterklang и занял место ударника в коллективе на время мирового турне в поддержку альбома.
В октябре 2021 года Budgie и Лол Толхерст запустили подкаст Curious Creatures, в котором они говорили о «непреходящем наследии и актуальности постпанка». Первым гостем вступительного эпизода был Джеймс Мёрфи компании LCD Soundsystem.

## Личная жизнь
В 1991 году Баджи и Сьюзи поженились. Как отмечал 4 года спустя Guardian, Баджи как бы «похитил» её у Северина, но «все трое успешно пережили этот момент». Несмотря на это Сьюзи и несколько лет спустя признавала, что остаётся «в каком-то смысле замужем… и за Северином». Сьюзи и Баджи поселились во Франции, неподалёку от Тулузы. В 2007 году они развелись.